# Glavočić crnobok
Glavočić crnobok (lat. Gobius vittatus) riba je iz porodice glavoča (lat. Gobiidae). Ova mala ribica naraste samo do 5,8 cm duljine, a živi na koraljnom dnu, na dubinama do 15-85 m, a najčešće na plićem dijelu, do nekih 50 m. Duguljastog je tijela, vretenastog oblika, tupaste glave, zaobljene repne peraje. Boja tijela mu je žućkasto-smeđa, a karakteristična crna pruga mu se proteže po sredini boka cijelom duljinom tijela i koja zauzima otprilike 1/3 bočne površine. Hrani se kopepodima, harpaktikoidima, sitnim račićima, kao i algama.

## Rasprostranjenost
Glavočić crnobok živi samo u Mediteranu, tj. on je endemska vrsta Mediterana. Rasprostire se od Francuske obale Mediterana, pa do Jadrana, uključujući i Egejsko more.

## Vanjske poveznice
|  | Zajednički poslužitelj ima još gradiva o temi Gobius vittatus |
|  | Wikivrste imaju podatke o taksonu Gobius vittatus             |